# 이레네 에스콜라르
이레네 에스콜라르(Irene Escolar, 1988년 10월 19일 ~ )는 스페인의 배우이다.

## 출연 작품
- 사랑의 물리학 (2018)
- 늑대의 살갗 아래 (2017)
- 게르니카(영어판) (2016)
- 사이드트랙크드 (2015)
- 언 어텀 위드아웃 베를린 (2015)
- 파인딩 알타미라 (2015)
- 피플 인 플레이스 (2013)
- 프레젠티미엔토스 (2013)
- 더 블라인드 선플라워스 (2008)
- 롤리타 클럽의 사랑 노래 (2007)
- 7번째 날 (2004)
- 실종: 충격적 사실들 (2003)